# XXII Consejo Presidencial Andino
El XXII Consejo Presidencial Andino fue la vigesimosegunda reunión del Consejo Presidencial Andino que se celebró en Lima (Perú), el 29 de agosto de 2022.
Los presidentes de Bolivia, Luis Arce; de Colombia, Gustavo Petro; de Ecuador, Guillermo Lasso y de Perú, Pedro Castillo se reunieron en la sede de la Secretaría General de la Comunidad Andina, en Lima, en marco del XXII Consejo Presidencial Andino. Allí, Ecuador presentó un balance del proceso de integración andina y realizó la entrega a Perú de la presidencia pro tempore del periodo 2022-2023.

## Presidentes

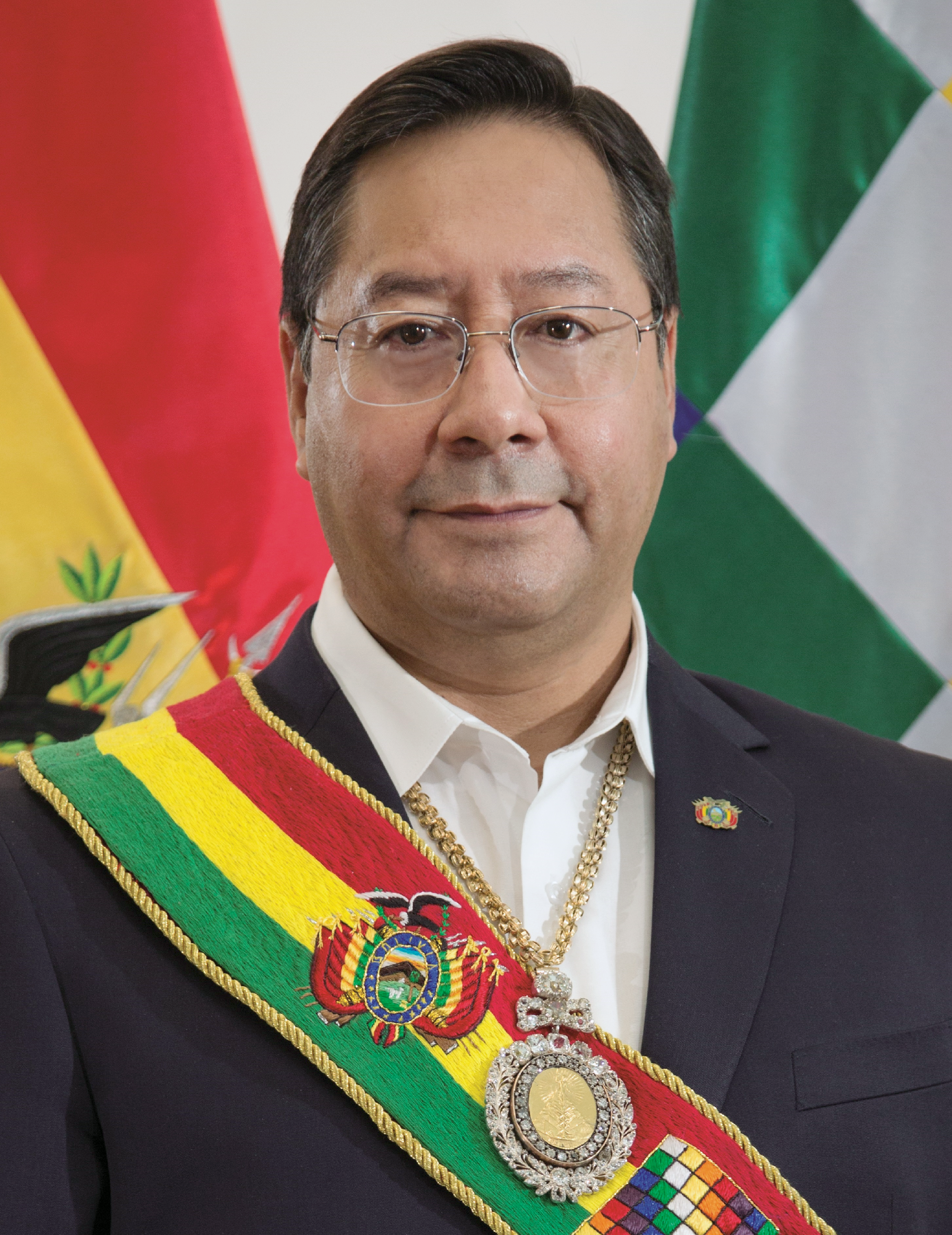
Presidente de Bolivia Luis Arce
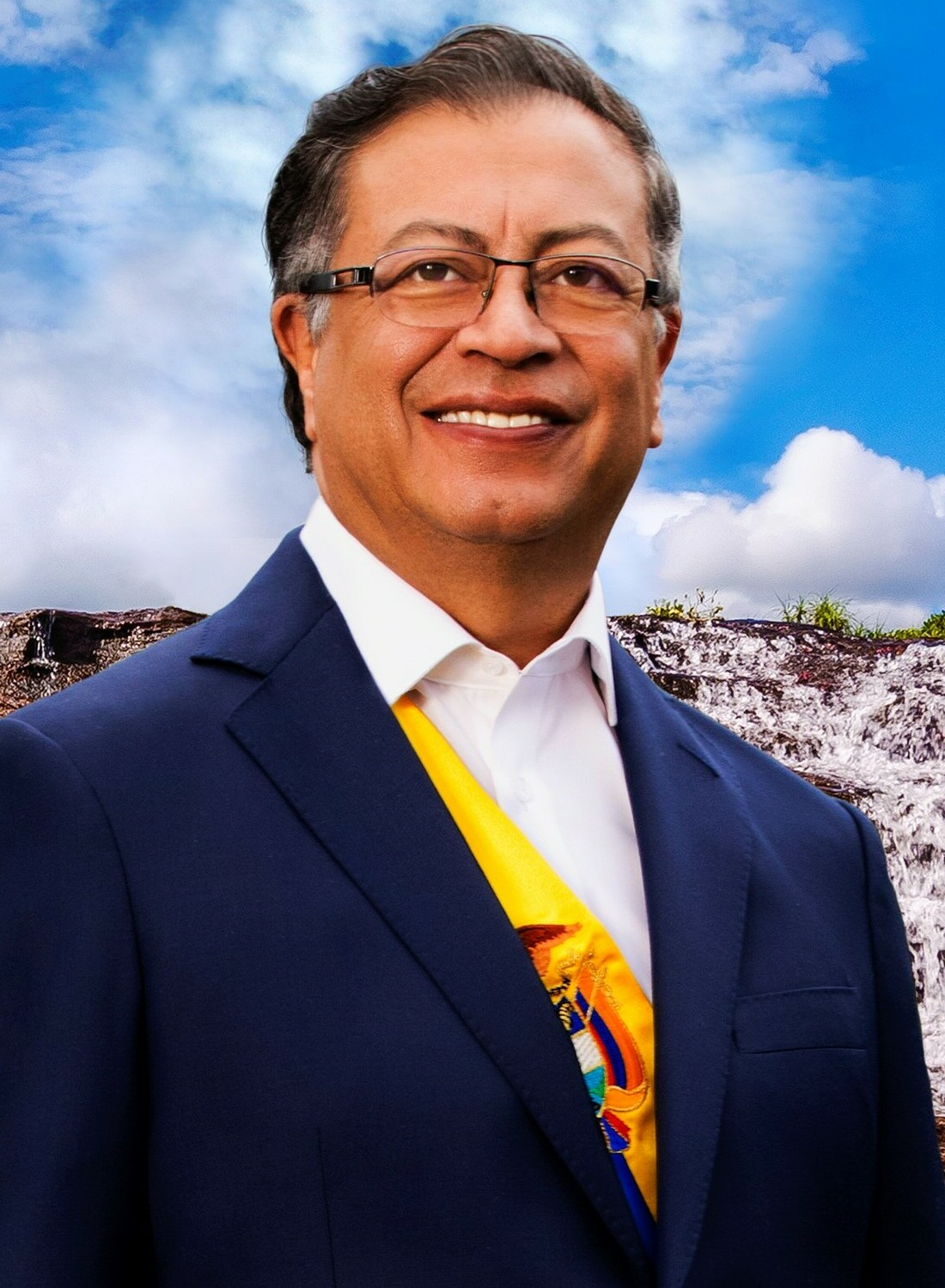
Presidente de Colombia Gustavo Petro
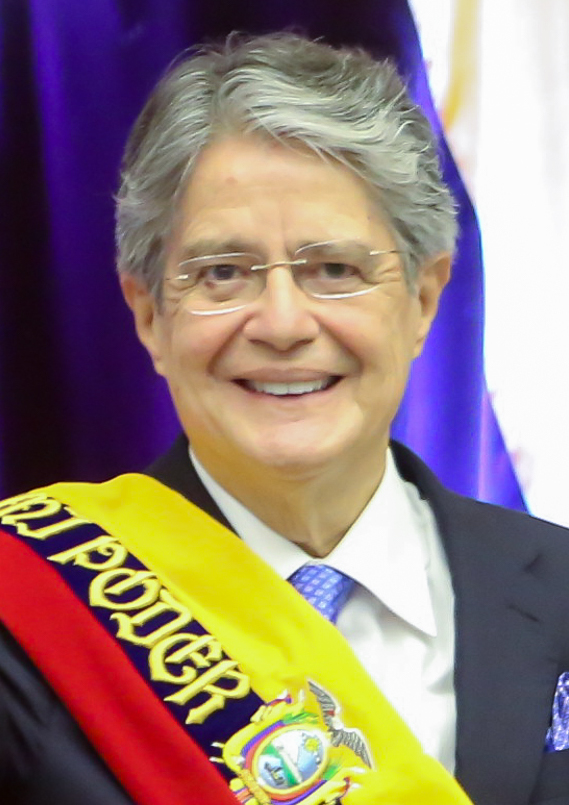
Presidente de Ecuador Guillermo Lasso
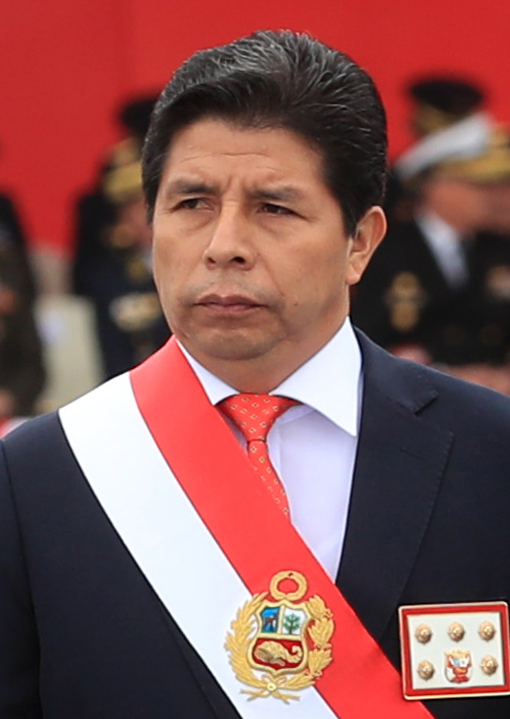
Presidente del Perú Pedro Castillo